# Lakimpuh
Lakimpuh (njemački: Lackenbach, mađarski: Lakompak) je naseljeno mjesto u austrijskoj saveznoj državi Gradišće, administrativno pripada Kotaru Gornja Pulja.

## Stanovništvo
Lakimpuh prema podacima iz 2010. godine ima 1.091 stanovnika.

## Vanjske poveznice
- Internet stranica naselja